# Jo Yu-ri
Jo Yu-ri (조유리?, 曺柔理?, Jo Yu-riLR, Cho Yu-riMR; Busan, 22 ottobre 2001) è una cantautrice e attrice sudcoreana.

## Carriera

### 2017-2021:Idol School,Produce 48, Iz*One
Nel 2017 Jo Yu-ri partecipa al reality show della Mnet, Idol School, lo show che ha formato le Fromis 9. Si classifica quindicesima.
Nel 2018 partecipa in Produce 48, rappresentando la Stone Music Entertainment. Nella finale, trasmessa il 31 agosto 2018, Yu-ri si è classificata terza, conseguentemente diventando un membro delle Iz*One. Le Iz*One hanno debuttato il 29 ottobre con l'EP Color*Iz e si sono sciolte il 29 aprile 2021, dopo 2 anni e mezzo di attività.

### 2021-presente: Carriera da solista
Il 24 settembre 2021 Yu-ri pubblica Story of Us per la colonna sonora di Monthly Magazine Home e insieme a Lee Seok-hoon, Yu-ri rilascia il singolo "Autumn Memories" (가을 상자?, Ga-eul Sang-jaLR). Il 24 settembre la Wake One annuncia che Yu-ri avrebbe esordito come solista con il singolo Glassy.
Il 28 marzo 2022 ha esordito come attrice nel drama MIMIC. ll 2 giugno 2022 è stato pubblicato il suo primo EP Op.22 Y-Waltz : in Major. L'11 agosto pubblica il suo secondo singolo digitale intitolato "Maybe" (모를 수도 있지만?, Mo-reun su-do it-ji-manLR) come l'undicesima pubblicazione del progetto "Universe Music".
2024–2025: Debutto internazionale con Squid Game – Giocatore 222
Nel 2024, Jo Yu-ri debutta in una produzione di grande richiamo internazionale entrando nel cast della seconda stagione di Squid Game, la serie originale Netflix di successo globale. Interpreta il Giocatore 222, un personaggio inizialmente riservato ma determinato, la cui storia personale viene gradualmente esplorata nel corso degli episodi. Il suo ruolo ha attirato l’attenzione del pubblico per la profondità emotiva e per la capacità di Jo Yu-ri di trasmettere vulnerabilità e forza interiore in un contesto narrativo estremamente crudo e competitivo.
Grazie all’apprezzamento ricevuto, viene confermata anche per la terza stagione, uscita nel 2025, dove il suo personaggio assume un ruolo più centrale nella dinamica dei giochi. L’evoluzione del Giocatore 222 viene approfondita, permettendo a Yu-ri di mostrare ulteriori sfumature interpretative e consolidando la sua reputazione anche come attrice drammatica. La sua performance in Squid Game segna un punto di svolta nella sua carriera, dimostrando la sua versatilità oltre il mondo della musica.

## Discografia

### Da solista

#### EP
- Op.22 Y-Waltz : in Major (2022)

#### Singoli
- 2021 — Glassy
- 2022 — Love Shhh!
- 2022 — Maybe (모를 수도 있지만; insieme alla Universe Music)

### Collaborazioni
- 2021 — Autumn Memories (con Lee Seok-hoon)

### Crediti
Tutti i crediti sono adattati dal database della KOMCA salvo diversa indicazione.
- 2020 — Someday (Iz*One)
- 2020 — With*One (Iz*One)

## Filmografia
Televisione
- Idol School (2017) — concorrente[2]
- Produce 48 (2018) — concorrente[3]
- Adola Travel Agency: Cheat-ing Trip (2021) — presentatrice[12]
- As Each Instinct (2022) — presentatrice
- Mimicus — webserie, 16 episodi (2022)
- Work Later, Drink Now — webserie, 1 episodio (2022)
- Squid Game — serie televisiva (2024-2025)

## Doppiatrici italiane
Nelle versioni italiano delle opere in cui ha recitato, Jo Yu-ri è stata doppiata da:
- Livia Amatucci in Squid Game

## Riconoscimenti
- Asia Artist Awards:
  - 2021 — Candidatura all'award di popolarità per le soliste[13]
- Asian Pop Music Awards:
  - 2021 — Candidatura per la migliore nuova artista[14]
- Golden Disc Awards:
  - 2022 — Candidatura per l'esordiente dell'anno[15]
  - 2022 — Candidatura per il premio Seezn per l'artista più popolare[15]
- Mnet Asian Music Awards:
  - 2021 — Candidatura per la migliore nuova artista[16]
  - 2021 — Candidatura per l'artista dell'anno[16]
- Seoul Music Awards:
  - 2022 — Candidatura per il K-Wave popularity award
  - 2022 — Candidatura per l'esordiente dell'anno
  - 2022 — Candidatura per l'award di popolarità